# Ronald Storrs

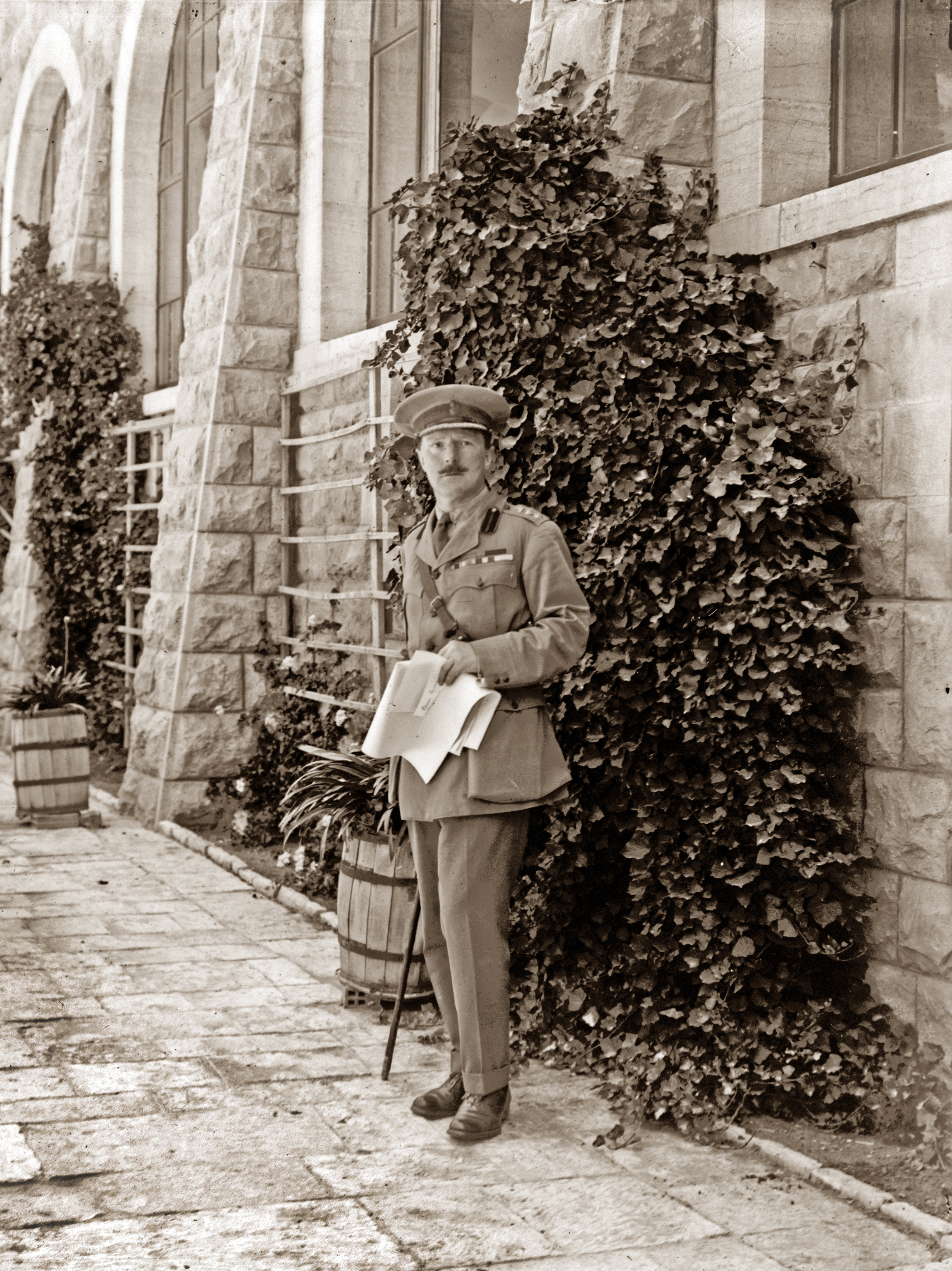
Ronald Storrs in Jerusalem, 1920

Sir Ronald Henry Amherst Storrs, KCMG, CBE (* 19. November 1881 in Bury St Edmunds; † 1. November 1955 in London) war ein britischer Kolonialbeamter, der als Oriental Secretary in Kairo, als Gouverneur von Jerusalem sowie als Gouverneur von Zypern und Nordrhodesien diente.

## Leben

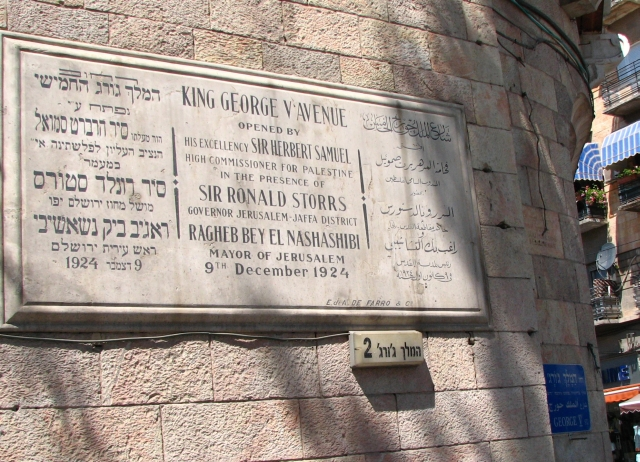
King George-Straße in Jerusalem, eingeweiht 1924 in Anwesenheit von Ronald Storrs

Storrs wurde als Sohn des anglikanischen Priesters John Storrs geboren und an der Charterhouse School und dem Pembroke College der Universität Cambridge ausgebildet.
1904 trat er in die Dienste des ägyptischen Finanzministeriums und wurde wenige Jahre später zum Oriental Secretary bei der British Agency, der britischen Verwaltungsbehörde im besetzten Ägypten, ernannt. In dieser Funktion diente er unter den Generalkonsuln bzw. Hochkommissaren Gorst, Kitchener und McMahon und übte während des Ersten Weltkriegs einen erheblichen Einfluss auf die britische Politik im Nahen Osten aus. Ihm schwebte dabei eine arabische Föderation oder ein wesentlich erweitertes Sultanat Ägypten unter britischer Oberleitung als Ersatz für das Osmanische Reich vor. Nicht überzeugt vom Herrschaftsanspruch der Haschemiten, unterstützte er dennoch die Arabische Revolte und brachte deren Anführer in Kontakt mit T. E. Lawrence.
Nach der Eroberung Jerusalems 1917 wurde er in Nachfolge des erkrankten Neville Travers Borton Militärgouverneur der Stadt, wofür er den militärischen Rang eines Obersten erhielt. Als solcher amtierte er bis zum Eintreffen des neuernannten Hochkommissars Herbert Samuel im Juni 1920, anschließend weiter mit Sitz in Jerusalem als Zivilgouverneur (district governor) für den Distrikt Jerusalem (1920–1922) und dann den Distrikt Jerusalem–Jaffa (1922–1925; vgl. Distrikte im Mandatsgebiet Palästina). Zusammen mit Gilbert Clayton, dem politischen Berater General Allenbys und späteren Chief Secretary des Government of Palestine (d. h. Chef der Zivilregierung Mandats-Palästinas), trat er für eine enge Interpretation der Balfour-Deklaration ein, die jüdische und arabische Interessen gegeneinander abwog. Zusammen mit dem Architekten Charles Robert Ashbee gründete er 1918 die Pro-Jerusalem Society, die sich der Bewahrung des kulturellen Erbes der Stadt widmete. Den Jischuv beschrieb er 1920 als ein „kleines, jüdisches Ulster“. Insofern sah er die Zionisten als pro-britische Auslieger, gemäß der britischen Einordnung der Irland-Frage.
Anschließend diente Storrs von 1926 bis 1932 als Gouverneur der Kronkolonie Zypern. In dieser Zeit kam es 1931 zu gegen die britische Herrschaft gerichteten Unruhen. Sein letztes Amt in der Kolonialverwaltung war von 1932 bis 1934 der Gouverneursposten in Nordrhodesien, wonach er aus gesundheitlichen Gründen aus dem Dienst ausschied.
1935 war Storrs einer der Sargträger bei der Beerdigung von T. E. Lawrence. 1937 veröffentlichte er seine Memoiren. Von 1937 bis 1945 saß er im London County Council und trat während des Zweiten Weltkriegs in Radiosendungen für das Ministry of Information auf. Seine letzte Ruhestätte fand er auf dem Friedhof von Pebmarsh.

## Werke
- Orientations (1937; online)
- Lawrence of Arabia, Zionism and Palestine. Penguin, New York 1940.